# غانداش
غانداش ( أو غنداش ) الإنجليزية: Gandash
( حكم حوالي عام 1730 ق. م ) وهو أول ملك للكاشيين . زعيم الكاشيين ، وهم شعب أصله من جبال زاغروس في إيران الحالية ، غزت هذه الأمة بلاد ما بين النهرين من الهضبة الإيرانية بعد منتصف القرن الثامن عشر قبل الميلاد . هاجروا إلى بلاد ما بين النهرين ، وبحلول أوائل القرن السادس عشر قبل الميلاد ، سيطروا على بابل ، وحكموا المنطقة سياسيًا وعسكريًا لنحو أربعة مئة عام .
بحلول عام 1729 قبل الميلاد ، استقر غانداش في منطقة الفرات ، مؤسسًا مملكة خانة (مع مدينتي ماري وتيرقا). وحمل ملكها لقب " ملك الكاشيين "، سومر ، و أكاد ، وبابل ، لكنه لم يحكم بابل أو سومر، بل جزءًا من أكاد فقط . وحكم الكاشيين الذين استقروا على نهر الفرات في أواخر القرن الثامن عشر قبل الميلاد .
تم التوصل إلى اتفاق مع الكاشيين من قبل القائد الحيثي مورسيلي الأول ، ونتيجة لتأسيس سلالة الكاشيين وتعيين غاندش ، وهو قائد كاشيين، رئيسًا للسلالة ، أصبح غانداش أول ملك لسلالة الكاشيين.

## الحكم والابتكارات
كان ملوك الكاشيين على ما يبدو أعضاءً في طبقة أرستقراطية عسكرية صغيرة ، لكنهم كانوا حكامًا أكفاء ولم يكونوا غير محبوبين محليًا . وكانت عاصمتهم مدينة دور-كوريغالزو. يُعتقد أن الحصان ، الحيوان المقدس للكاشيين ، قد استُخدم لأول مرة في بلاد بابل في تلك الفترة . ولم تكن السجلات الكاشية المعاصرة كثيرة ؛ إذ أن معظمها ينتمي إلى أرشيفات غوينّا ( الحاكم الإقليمي ) في مدينة نفر ، والتي يبدو أنها تشير إلى وجود نظام حكم إقطاعي خلال القرنين الرابع عشر والثالث عشر قبل الميلاد . 
ومن ابتكارات الكاشيين كودورو ما يُعرف بـ حجر الحدود ، وهو كتلة من الحجر كانت تُستخدم كوثيقة تسجل منحة أرض يمنحها الملك لأشخاص مفضلين . وتكمن أهمية أحجار الحدود للباحثين المعاصرين ليس فقط في قيمتها الاقتصادية والدينية ، بل أيضًا في قيمتها الفنية . أما المعابد التي بناها أو أعاد بناؤها ملوك الكاشيين فقد كانت في الغالب ضمن التقاليد البابلية ، إلا أن أحد ابتكارات الكاشيين كان استخدام الطوب المشكَّل لصنع أشكال بارزة .

## السقوط والانحدار
في القرن الثاني عشر قبل الميلاد ، وجهت عيلام الضربة الأخيرة لقوة الكاشيين في بابل ، والتي كانت قد ضعفت بالفعل بسبب التمردات المحلية . وفي الألفية الأولى قبل الميلاد انسحب الكاشيون إلى جبال زاغروس ، حيث عارضوا التوسع شرقًا لقوة الآشوريين ، كما دفعوا الجزية إلى الفرس . وبعد ذلك هزمهم الإسكندر الأكبر ، لكنهم استعادوا استقلالهم لاحقًا . 

## أنظر أيضًا
- أغوم الأول
- ثالاسيا (ملكة)
- حمورابي
- توروكيون